# Ба (Древний Китай)
Ба (кит. упр. 魃, пиньинь bá) — в древнекитайской мифологии богиня (или демон) засухи, дочь Небесного Владыки Хуан-ди, первого императора.

## Предание
Во время великой войны за власть над миром Небесному владыке Центра Хуан-ди удалось победить и изгнать на дальний юг Поднебесной своего главного противника — Небесного владыку Юга Янь-ди. Однако вслед за этим против Хуан-ди выступил один из потомков Янь-ди, великан Чи Ю. Долгое время войска Жёлтого императора Хуан-ди, в которых были отряды из добрых и злых духов четырёх сторон света, из диких зверей и некоторых пограничных народов, не могли одолеть состоящую из множества призраков и злых духов гор, рек, скал, ветров и лесов армию Чи-ю. К тому же Чи-ю при помощи колдовства напустил на войско Хуан-ди сильнейшие дождь и туман. Чтобы с ними справиться, Хуан-ди призвал на помощь свою дочь, богиню засухи Ба. Там, где появлялась Ба, всё высыхало на много километров вокруг, земля трескалась и становилась красной. На поле сражения сразу прекратились дождь и ветер, на небе засверкало яркое, раскалённое солнце. Воины Чи-ю пришли в замешательство, и служивший Хуан-ди дракон Инлун, воспользовавшись этим,  бросился на врагов и перебил множество из них.
Богиня Ба описывалась в виде  внезапно появляющегося и быстрого, как вихрь, существа с глазами на затылке. После победы, одержанной над Чи-ю, она не смогла вернуться на небо и наносила порою при своём появлении непоправимый ущерб людям, распространяя вокруг себя засуху. Поэтому Хуан-ди, несмотря на оказанную ему дочерью во время войны помощь, вынужден был подвергнуть Ба изгнанию.